# Jérôme Corda
Pour les articles homonymes, voir Corda.
Jérôme Corda est un joueur et entraîneur français de volley-ball né le 23 août 1981 à Marseille (Bouches-du-Rhône). Il mesure 1,96 m et joue réceptionneur-attaquant. 

## Clubs
| Club                  | Pays   | De        | À         |
| --------------------- | ------ | --------- | --------- |
| Avignon Volley-Ball   | France | 2001-2002 | 2006-2007 |
| Nice Volley-Ball      | France | 2006-2007 | 2006-2007 |
| AS Cannes             | France | 2007-2008 | 2007-2008 |
| Club Alès CVB         | France | 2008-2009 | 2008-2009 |
| Martigues Volley-Ball | France | 2009-2010 | 2011-2012 |
| VBC Lutry-Lavaux      | Suisse | 2012-2013 | 2013-2014 |